# NGC 5831
NGC 5831 est une galaxie elliptique située dans la constellation de la Vierge. Sa vitesse par rapport au fond diffus cosmologique est de 1 824 ± 14 km/s, ce qui correspond à une distance de Hubble de 26,9 ± 1,9 Mpc (∼87,7 millions d'al). NGC 5831 a été découverte par l'astronome germano-britannique William Herschel en 1786.
NGC 5831 est un objet BL Lacertae, c'est-à-dire une galaxie active qui présente une très forte amplitude de variation dans l'émission de leur rayonnement et une polarisation importante de ce rayonnement.
À ce jour, plus d'une quizaine de mesures non basées sur le décalage vers le rouge (redshift) donnent une distance de 28,841 ± 8,044 Mpc (∼94,1 millions d'al), ce qui est à l'intérieur des valeurs de la distance de Hubble.

## Groupe d'IC 1066
Selon Abraham Mahtessian, NGC 5831 fait partie d'un groupe de galaxies qui compte 15 membres, le groupe d'IC 1066. IC 1066 n'est ni la plus brillante ni la plus grosse galaxie du groupe, mais c'est la première galaxie de la liste de Mahtessian. Plusieurs des galaxies de cette liste se trouvent dans d'autres groupes décrits par d'autres sources, dont NGC 5831 dans le groupe de NGC 5846. Les membres du groupe selon l'ordre décrit pas Mahtessian sont : IC 1066,IC 1067, NGC 5770, NGC 5774, NGC 5775, NGC 5806, NGC 5813, NGC 5831, NGC 5839, NGC 5838, NGC 5845, NGC 5846, NGC 5854, NGC 5864 et NGC 5869.
Le groupe de d'IC 1066 fait partie de l'amas de la Vierge III.

## Groupe de NGC 5846
Selon A. M. Garcia NGC 5813 fait partie du groupe de NGC 5846. Ce groupe de galaxies compte neuf membres. Les huit autres galaxies du groupe sont NGC 5813, NGC 5846, NGC 5854, NGC 5864, NGC 5869, UGC 9746, UGC 9760 et UGC 9751. Richard Powell mentionne aussi le groupe de NGC 5846 sur son site avec les mêmes neufs galaxies, mais il ajoute NGC 5846A (PGC 53930). Le groupe de NGC 5846 fait partie de l'amas de la Vierge III.